# Амаралина
Амаралина (порт. Amaralina) — муниципалитет в Бразилии, входит в штат Гояс. Составная часть мезорегиона Север штата Гойяс. Входит в экономико-статистический микрорегион Порангату. Население составляет 3123 человека на 2006 год. Занимает площадь 1412,909 км². Плотность населения — 2,2 чел./км².

## Статистика
- Валовой внутренний продукт на 2003 год составляет 18 897 073,00 реалов (данные: Бразильский институт географии и статистики).
- Валовой внутренний продукт на душу населения на 2003 год составляет 6095,83 реалов (данные: Бразильский институт географии и статистики).
- Индекс развития человеческого потенциала на 2000 год составляет 0,648 (данные: Программа развития ООН).